# Пожа (приток Мезени)
Пожа — река в России, течёт по территории Лешуконского района Архангельской области. Устье реки находится на высоте 24 м над уровнем моря в 216 км по левому берегу реки Мезени. Длина реки — 40 км

## Данные водного реестра
По данным государственного водного реестра России относится к Двинско-Печорскому бассейновому округу, водохозяйственный участок реки — Мезень от истока до водомерного поста у деревни Малонисогорская. Речной бассейн реки — Мезень.
Код водного объекта в государственном водном реестре — 03030000112103000046217.